# Eben Ezer
Pour les articles homonymes, voir Ebenezer.
Pour le code de la loi juive, voir Even Haezer

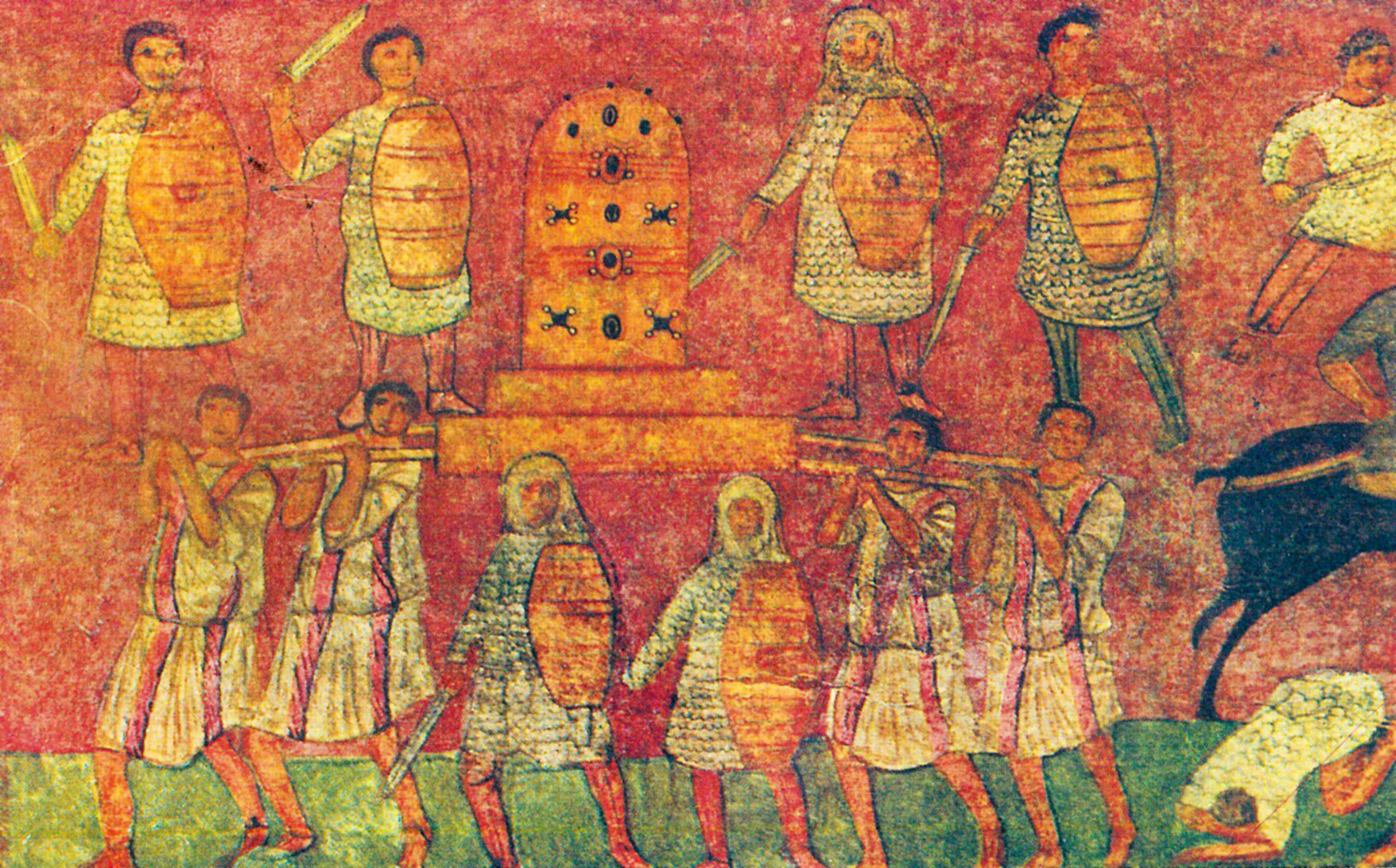
La prise de l'Arche par les Philistins à la bataille d'Eben Ezer, fresque de la synagogue de Doura Europos, vers 250.

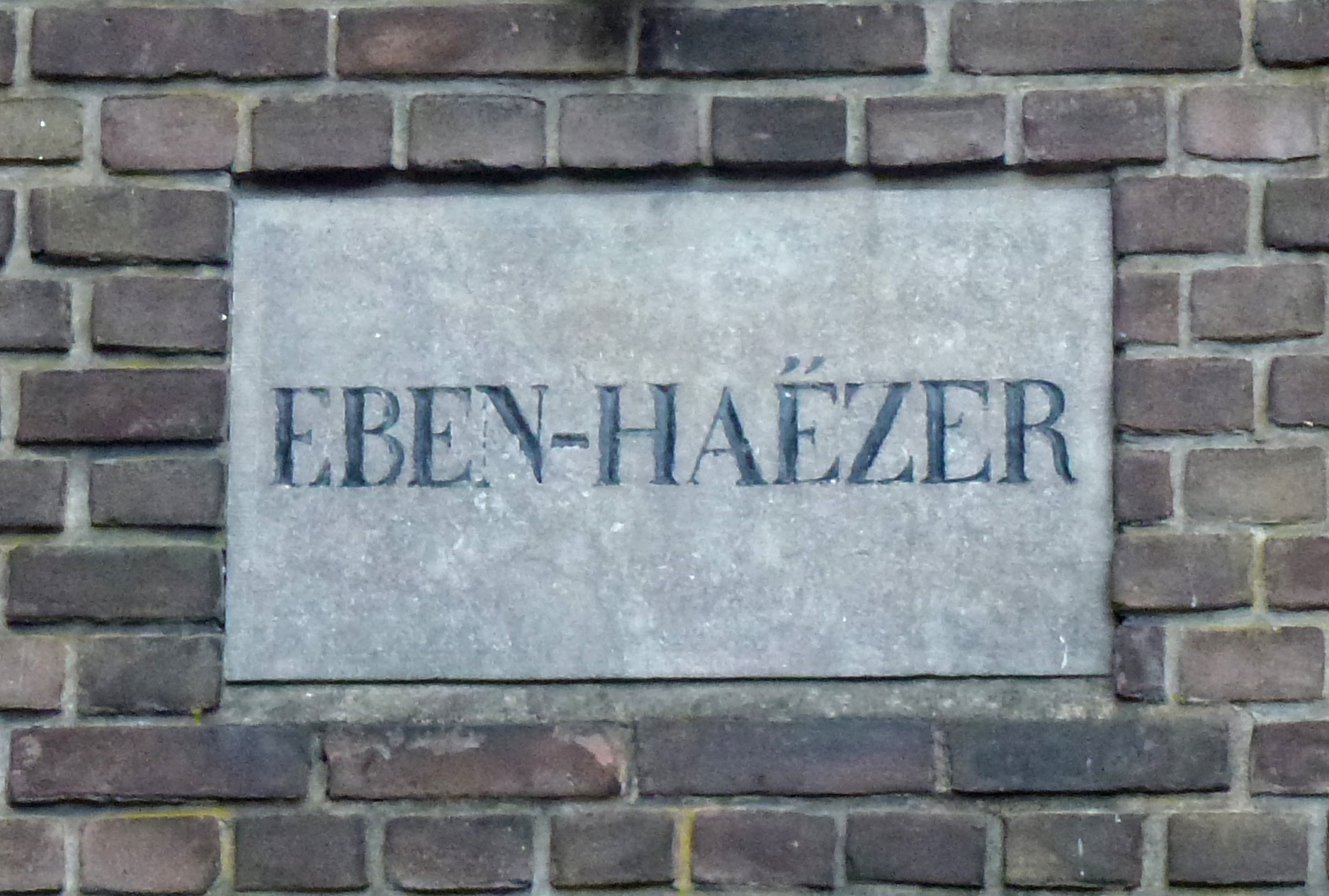
Pays-Bas, Gouda

Eben-Ezer (אבן העזר, Even Ha'Ezer, lit. pierre d'aide) est un toponyme mentionné dans les Livres de Samuel comme le lieu de batailles entre Israélites et Philistins. Il est précisé qu'il se trouvait à moins d'un jour de marche de Silo, près d'Afek, dans le voisinage de Mizpah, près de l'entrée occidentale de la passe de Beth Horon. Il n'a toutefois pas été localisé avec un lieu contemporain de façon assurée, certains l'identifiant avec Beit Iksa et d'autres avec Dier Aban.
Il apparaît dans deux récits des Livres de Samuel : dans le premier épisode (I Samuel iv, 1b-11), les Philistins défont les Israélites, bien que ces derniers aient apporté avec eux l'Arche de l'Alliance sur le champ de bataille dans l'espoir qu'elle leur assurerait la victoire. Le résultat est la capture de l'Arche par les Philistins, et elle ne leur est pas retournée avant de nombreuses semaines. Dans le second épisode (I Samuel vii, 2b-14), les Israélites défont les Philistins, après que Samuel a offert un sacrifice. Samuel place une pierre en mémoire de l'événement et la nomme « Eben Ezer » — c'est ce nom qui est utilisé par anticipation et interpolation chronologique dans le premier récit.
D'après la critique textuelle moderne, le second récit est une rédaction postérieure, probablement le fait d'un deutéronomiste, pour expliquer ce qui est en réalité un sanctuaire antérieur possédant une pierre sacrée de YHVH. Le premier récit est considéré comme provenant d'un récit des sanctuaires (I Samuel iv, 1-vii, 1) qui rapporte la captivité de l'Arche et était peut-être plus développé à l'origine sur les pérégrinations de l'Arche. Ce premier passage interrompt de façon abrupte le récit de Samuel, qui d'après les spécialistes du texte, se lirait plus naturellement s'il passait directement de I Samuel iii, 21 à I Samuel vii, 17.
Les archéologues et historiens israéliens contemporains s'accordent en général pour placer l'Eben Ezer du premier récit dans le voisinage immédiat de Kafr Qasim près d'Antipatris, tandis que le lieu de la seconde bataille est considéré comme insuffisamment précisé dans le récit biblique pour être déterminé avec certitude.